# Chiesa di San Rocco (Campo)
La chiesa parrocchiale di San Rocco è un edificio religioso che si trova a Niva, frazione di Campo, in Canton Ticino.

## Storia
La costruzione venne eretta nel 1630 e subì ampliamenti nel 1733 e nel 1845. Nel 1880 venne aggiunto un porticato.

## Descrizione
La chiesa si presenta con una pianta ad unica navata sovrastata da una volta a botte; il coro ha invece un soffitto piano. Nel 1866 vennero realizzati dipinti ornamentali da parte di Giacomo Antonio Pedrazzi.